# Песочница Сатаны
«Песочница Сатаны» (англ. Satan's Playground) — американский фильм ужасов 2006 года режиссёра Данте Томаселли.

## Сюжет
По штату Нью-Джерси на своём личном автомобиле путешествует семья Бруно в составе Фрэнка, его жены Донны, их дочери Полы, а также с детьми Полы Шоном и Энтони. Семья останавливается возле безлюдного магазина, располагающегося возле дороги. Закупив необходимые припасы, семья отправляется дальше в своё путешествие, а в это время за машиной постоянно следует некое летящее существо, которое членам семьи так и не удаётся рассмотреть.
К вечеру семейство сворачивает на одинокую просёлочную дорогу, где их автомобиль и застревает в грязи. После этого Фрэнк отправляется к одинокому дому, который он видел неподалёку, попросить помощи. В доме живут гадалка миссис Лидс и её слабоумные сын и дочь. Кроме того, окрестности дома — излюбленное место осуществления некими сатанистами своих обрядов.

## В ролях
| Актёр               | Роль            |
| ------------------- | --------------- |
| Фелисса Роуз        | Донна Бруно     |
| Эллен Сэндвейсс     | Пола            |
| Эдвин Нил           | мальчик         |
| Ирма Сент-Пол       | миссис Лидс     |
| Дэнни Лопес         | Шон             |
| Кристи Санфорд      | Джуди           |
| Рон Миллки          | офицер Питерс   |
| Сальваторе Пол Пиро | Френк Бруно     |
| Рэйне Браун         | проститутка     |
| Роберт Заппалотри   | полицейский     |
| Марко Роуз          | младенец Энтони |
| Морин Томаселли     | репортёр        |